# Fahrdienstleiter

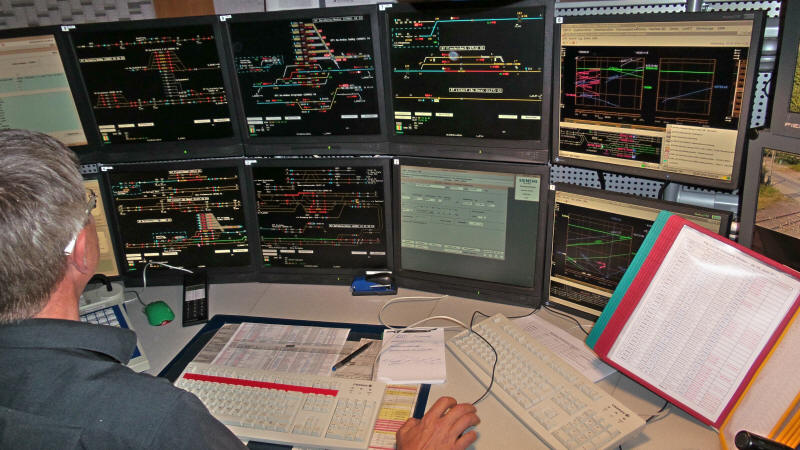
ESTW-Arbeitsplatz eines Fahrdienstleiters in der Betriebszentrale Duisburg

Als Fahrdienstleiter (Fdl) werden Mitarbeiter von Eisenbahninfrastrukturunternehmen bezeichnet, denen auf den ihnen zugeordneten Betriebsstellen eigenverantwortlich die Zulassung der Zugfahrten obliegt. In der Regel von Stellwerken aus bestimmen sie unter anderem über die Stellung von Signalen und von Weichen, die für Zugfahrten benötigt werden.

## Aufgaben

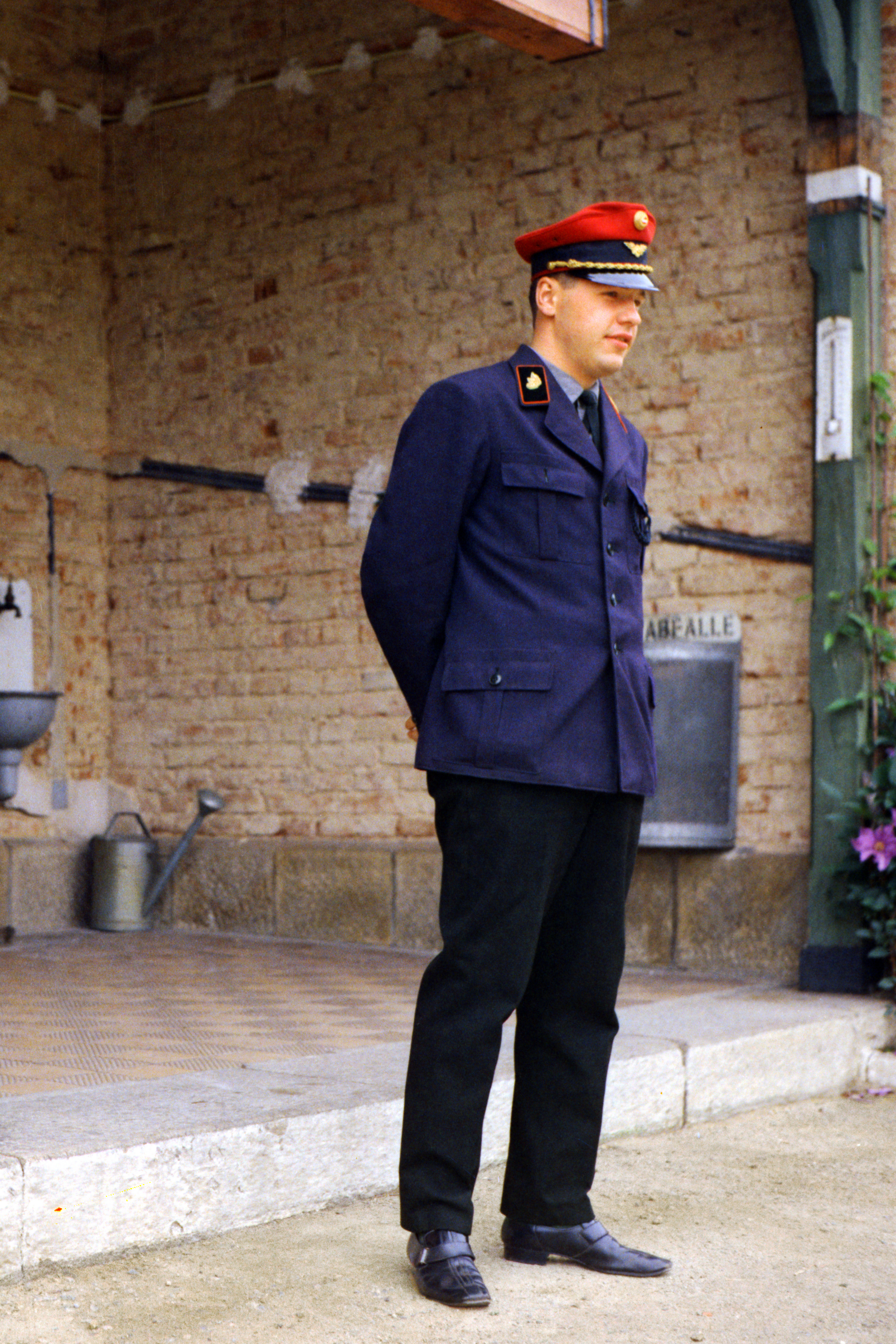
Fahrdienstleiter der ÖBB in zeittypischer Uniform im Bahnhof Waldkirchen an der Thaya (1969)

Der Fahrdienstleiter ist für die sichere, pünktliche und wirtschaftliche Durchführung von Zugfahrten, deren Sicherung und aller damit zusammenhängenden Aufgaben innerhalb eines festgelegten Bereiches auf der vorhandenen Infrastruktur verantwortlich. Das grundlegende Regelwerk ist die Fahrdienstvorschrift. Er hat seinen Arbeitsplatz in einem Stellwerk, in einer Fernsteuerzentrale oder in einer Betriebszentrale eines Eisenbahninfrastrukturunternehmens. Ein Fahrdienstleiter, der die Einrichtungen im Fahrweg bedient, ist in dieser Funktion auch Weichenwärter.
Der Fahrdienstleiter disponiert den Zugverkehr in Abstimmung mit den Disponenten, die in Deutschland von einer Betriebszentrale aus mehrere Eisenbahnstrecken überwachen. Soll eine Zugfahrt stattfinden, prüft der Fahrdienstleiter den Fahrweg des Zuges auf das Freisein von Fahrzeugen und sonstigen Fahrthindernissen (Fahrwegprüfung), stellt, sichert und legt ihn fest. Anschließend gibt er dem Triebfahrzeugführer die Zustimmung zur Fahrt in einen Gleisabschnitt des Bahnhofs und/oder einen solchen der freien Strecke durch einen Fahrtbegriff eines Hauptsignals, durch Rangier- oder Ersatzsignal bzw. durch einen schriftlichen oder mündlichen Befehl.

## Aufgabenbereiche
Je nach Bauform der Stellwerksanlagen ist der Fahrdienstleiter für unterschiedlich große Stellbereiche verantwortlich. Im Stellbereich eines mechanischen Stellwerkes oder eines elektromechanischen Stellwerkes ist es in der Regel nicht möglich, mehr als eine Betriebsstelle zu steuern. Nur im Stellbereich von Relaisstellwerken und elektronischen Stellwerken lassen sich mehrere Betriebsstellen von einer Stelle aus fernstellen oder fernsteuern. Dies ist möglich, weil hier so genannte Gleisfreimeldeanlagen die Fahrwegprüfung unterstützen und eine örtliche Besetzung entbehrlich machen.
Fahrdienstleiter, die den Bahnbetrieb auf einer Strecke mit Zugleitbetrieb regeln, heißen Zugleiter. In der Regel nimmt der Fahrdienstleiter eines an die Zugleitstrecke angrenzenden Bahnhofs, eines größeren Unterwegs- oder des Streckenendbahnhofs die Aufgaben des Zugleiters mit wahr.
Fahrdienstleiter einer örtlich besetzten Blockstelle wurden früher als Blockwärter (Blw) bezeichnet.
Bei der DB InfraGO heißt ein Fahrdienstleiter, der einen bestimmten Stellbereich überwacht, örtlich zuständiger Fahrdienstleiter (özF).
Im Rahmen der Einführung der Betriebszentralen war angedacht, dass Disponenten als Zuglenker aus den Leitsystemen einen steuernden Durchgriff auf das (elektronische) Stellwerk erhalten, d. h. der Disponent übernimmt Aufgaben des Fahrdienstleiters im Regelbetrieb. Maßnahmen im Störungsfall sowie Rangieren sollten weiterhin nur von den özF durchgeführt werden. Das Konzept des Zuglenkers wurde jedoch nicht in die Praxis überführt.

## Ausbildung
Die Ausbildung zum Eisenbahner im Betriebsdienst, Fachrichtung Zugverkehrssteuerung (bis August 2022 Fachrichtung Fahrweg), ist ein anerkannter Ausbildungsberuf nach dem Berufsbildungsgesetz (BBiG) und dauert in der Regel drei Jahre. Sie wird bei Bewerbern mit Realschulabschluss auf 2,5 Jahre und bei Bewerbern mit Abitur auf 2 Jahre verkürzt.
Größtes ausbildendes Eisenbahninfrastrukturunternehmen dieses Berufes ist in Deutschland die DB InfraGO AG, eine Tochter der Deutschen Bahn AG. Aber auch bei vielen anderen Eisenbahninfrastrukturunternehmen kann die Ausbildung erfolgen. Darüber hinaus bietet die Deutsche Bahn auch eine sechsmonatige Funktionsausbildung zum Fahrdienstleiter an. Diese beinhaltet zwei Monate Einsatz auf einem Stellwerk und vier Monate betriebliche Seminare. Die Teilnahme an der Funktionsausbildung erfordert mindestens eine abgeschlossene Berufsausbildung.
Zugangsvoraussetzungen für die Ausbildung sind meist ein guter Realschulabschluss und das Bestehen einer medizinischen Tauglichkeitsuntersuchung. Alle Ausbildungsbetriebe verlangen zusätzlich die Teilnahme an einem psychologischen Eignungstest vor der Einstellung. Neben Genauigkeit, Zuverlässigkeit und Flexibilität müssen potenzielle Bewerber die Bereitschaft haben, große Verantwortung zu übernehmen, da sie für die sichere Durchführung der Zug- und Rangierfahrten verantwortlich sind und bei Abweichungen vom Regelbetrieb einen kühlen Kopf behalten und unter Beachtung der jeweils gültigen Regelwerke situationsgerecht geeignete Maßnahmen ergreifen müssen.
Die Ausbildung ist, wie viele Ausbildungsberufe in Deutschland, nach dem dualen System aufgebaut. Die Fachtheorie wird in der Berufsschule und in Seminaren vermittelt, die praktische Umsetzung des Erlernten wird vorwiegend in einem Stellwerk unter der Verantwortung des diensthabenden Fahrdienstleiters praktiziert. Daneben können auch Stellwerksimulationen eingesetzt werden.
Die Ausbildung endet mit einer theoretischen und einer praktischen Abschlussprüfung vor der zuständigen Industrie- und Handelskammer.
Viele Eisenbahninfrastrukturunternehmen haben Schwierigkeiten, alle Ausbildungsplätze eines Jahrgangs mit geeigneten Bewerbern zu besetzen. Ursächlich für dieses Problem ist unter anderem, dass der Ausbildungsberuf bei Schulabgängern weitgehend unbekannt ist. Die Tätigkeit des Fahrdienstleiters findet eher im Verborgenen statt und wird daher in der Öffentlichkeit kaum wahrgenommen. Der Beruf des Fahrdienstleiters ist bedingt durch die Altersstruktur im Betriebspersonal und der noch hohen Zahl von dezentralen Stellwerken unverändert aktuell und auch in Zukunft sehr gefragt.
Nach der Ausbildung und einiger beruflicher Erfahrung bestehen je nach Qualifikation und persönlicher Eignung gute Entwicklungs- und Weiterbildungsmöglichkeiten, beispielsweise die Weiterbildung zum Fachwirt für den Bahnbetrieb (IHK). Nach erfolgreichem Abschluss hat der Fachwirt für den Bahnbetrieb die Qualifikation für Positionen wie Bezirksleiter Betrieb, Trassenkonstrukteur oder Disponent in einer Betriebszentrale erworben.

## Kleidung

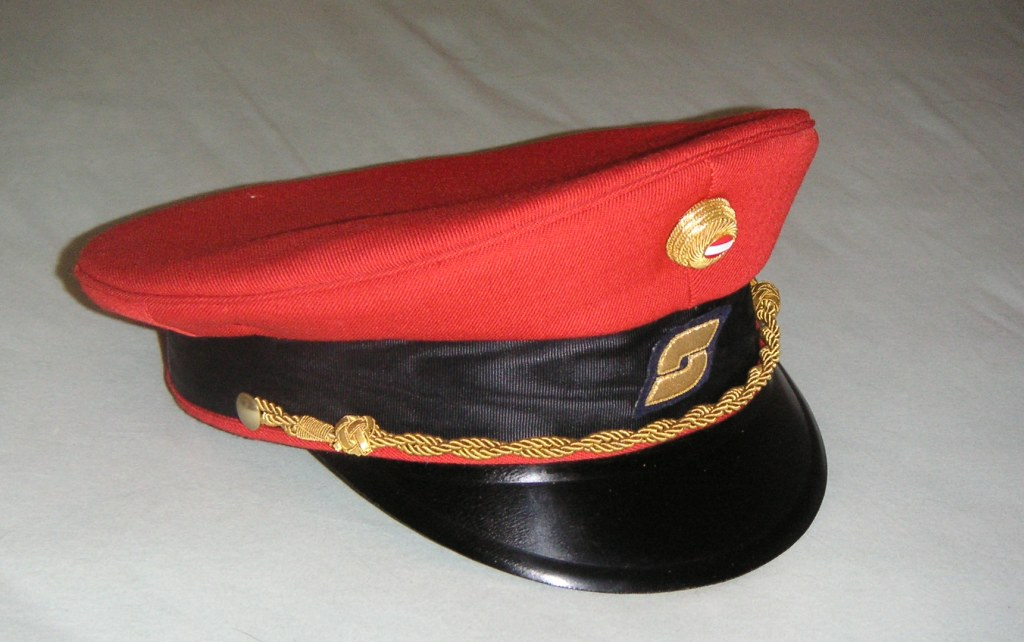
ÖBB-Fahrdienstleiterkappe

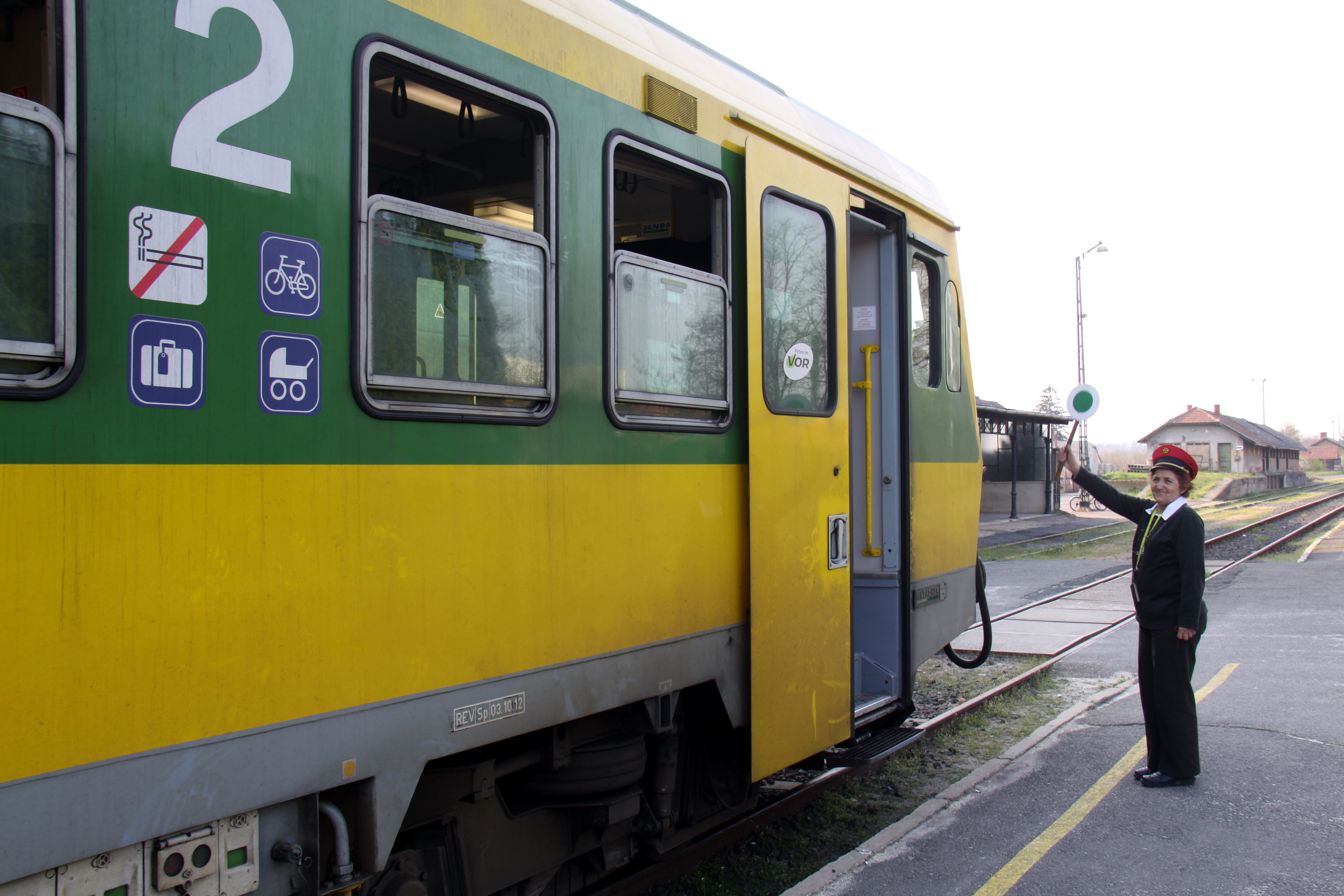
Fahrdienstleiterin im Bahnhof Kőszeg (Ungarn) bei der Abfertigung eines Zuges.

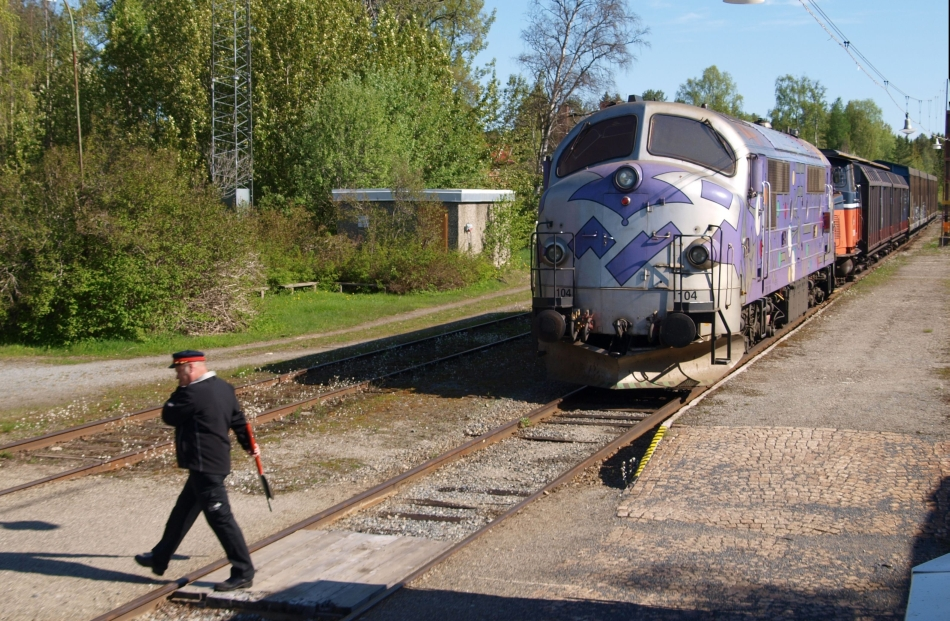
Fahrdienstleiter in Ulriksfors (Schweden) mit Befehlsstab

Der Begriff Fahrdienstleiter wird oft mit der „roten Mütze“ in Verbindung gebracht. In Österreich ist laut ÖBB-Betriebsvorschrift V3-30.01 die rote Kappe zur Uniform vom (diensthabenden) Fahrdienstleiter zu tragen, insofern er nicht ausschließlich Innendienst (im Stellwerk oder einer Betriebsführungszentrale) verrichtet und im Außenbereich nicht sichtbar ist. In Deutschland hingegen wurde sie allerdings (vor der Privatisierung der Deutschen Bundesbahn und der Deutschen Reichsbahn) von der Aufsicht getragen. Diese konnte zugleich Fahrdienstleiter sein, was jedoch eher selten zutraf und wenn, dann meist nur in kleinen Bahnhöfen an Nebenbahnstrecken. Bei der Deutschen Bahn tragen Fahrdienstleiter keine Unternehmensbekleidung mehr, auf vereinzelten Betriebsstellen im vereinigten Dienst mit Kundenkontakt (beispielsweise Fahrkartenverkauf neben der Fahrdienstleitertätigkeit) kann nach örtlicher Festlegung Unternehmensbekleidung vorgesehen sein, wozu allerdings keine rote Mütze gehört. Der „Mann mit der roten Mütze“ nimmt heute in Deutschland in der Regel Serviceaufgaben wahr, in einigen großen Personenbahnhöfen gibt es ihn jedoch noch als örtliche Aufsicht. Fahrdienstleiter, die auf Bahnhöfen ohne Ausfahrsignale Dienst tun und deshalb das Abfahrsignal mit dem Befehlsstab erteilen, tragen dazu zumindest in Mitteleuropa die rote Dienstmütze weiterhin, um für das Zugpersonal als dazu berechtigt erkennbar zu sein.

## Verwendung außerhalb der Bahn
Auch bei vielen Hilfsorganisationen (z. B. der Johanniter-Unfall-Hilfe) gibt es die Funktionsbezeichnung „Fahrdienstleiter“. Dieser ist zumeist als Sachgebietsleiter unter anderem verantwortlich für das Fuhrparkmanagement und die Personaleinsatzplanung.
Auch hauptverantwortliche Bediener von Großfahrattraktionen im Freizeitgewerbe, z. B. in Freizeitparks und Kirmesunternehmen mit Fahrgeschäften, werden häufig als Fahrdienstleiter bezeichnet. Dadurch soll deren besondere Sachkenntnis betont werden, wenngleich es sich hierbei um keinen Ausbildungsberuf handelt.

## Mangel an Fahrdienstleitern
Im Herbst 2012 wandten sich mehrere Wettbewerber der Deutschen Bahn aufgrund der mit der Personalknappheit in Bebra, Zwickau und Friedrichssegen verbundenen Netzzugangshemmnissen an die Bundesnetzagentur, die daraufhin ein Verfahren einleitete, um die Ursachen zu ermitteln.
Im Spätsommer 2013 standen von 15 zugeordneten Fahrdienstleitern am Hauptbahnhof Mainz acht teils wegen Urlaubs, teils wegen Krankheit nicht zur Verfügung. Die Deutsche Bahn musste daraufhin den Zugverkehr zunächst nachts und ab dem 12. August 2013 auch tagsüber stark einschränken. Es entstand eine öffentliche Diskussion um die Personalsituation der Fahrdienstleiter in den Stellwerken der Deutschen Bahn. Aufgrund der Vorfälle wurde Hansjörg Hess, Vorstandsmitglied der DB Netz AG, von seinen Aufgaben entbunden und der damalige Vorstandsvorsitzende der Deutschen Bahn AG Rüdiger Grube beendete seinen eigenen Urlaub vorzeitig.
Die Bundesnetzagentur drohte der DB 2013 ein Zwangsgeld von 250.000 Euro aufgrund fehlender Fahrdienstleiter in Mainz und 100.000 Euro für den Standort Bebra an.
Bahnchef Rüdiger Grube kündigte an, sein Unternehmen werde noch 2013 hunderte Fahrdienstleiter einstellen. In der Fünfjahresplanung seien 1500 neue Stellen vorgesehen. Mitte 2013 habe das Unternehmen nach eigenen Angaben 247 Fahrdienstleiter mehr beschäftigt als noch 2012. Nach eigenen Angaben habe DB Netz (heute DB InfraGO) im Jahr 2013 die Zahl der einzustellenden Fahrdienstleiter von 340 auf 600 erhöht. Daneben kündigte das Unternehmen an, eine verbindliche Richtlinie zur Personalüberdeckung zwischen benachbarten Stellwerken einzuführen.
2016 begannen nach DB-Angaben 364 junge Menschen eine Ausbildung zum Fahrdienstleiter. 2023 wurde zur Veranschaulichung des Fahrdienstleiterberufs der Begriff Zugverkehrssteuerer von der Deutschen Bahn eingeführt.